# Lisskvarntjärnarna
Lisskvarntjärnarna är en sjö i Malung-Sälens kommun i Dalarna och ingår i Dalälvens huvudavrinningsområde. Sjön har en area på 0,0879 kvadratkilometer och ligger 305,3 meter över havet.

## Delavrinningsområde
Lisskvarntjärnarna ingår i det delavrinningsområde (674055-139493) som SMHI kallar för Utloppet av Öjen. Medelhöjden är 326 meter över havet och ytan är 64,93 kvadratkilometer. Räknas de 56 avrinningsområdena uppströms in blir den ackumulerade arean 706,98 kvadratkilometer. Ogströmmen (Ogan) som avvattnar avrinningsområdet har biflödesordning 4, vilket innebär att vattnet flödar genom totalt 4 vattendrag innan det når havet efter 389 kilometer. Avrinningsområdet består mestadels av skog (51 procent) och sankmarker (16 procent). Avrinningsområdet har 15,41 kvadratkilometer vattenytor vilket ger det en sjöprocent på 23,7 procent.